# 小野修 (政治学者)
小野 修（おの おさむ、1931年9月3日 - 2022年6月）は、日本の政治学者、同志社大学名誉教授。
東京出身。大阪大学経済学部卒、同志社大学大学院法学研究科修士課程修了、ケンブリッジ大学トリニティ・カレッジで学ぶ。1976年同志社大学文学部英文科教授、1997年定年、名誉教授。

## 著書
- 『市民社会の平和と安全』昭和堂 1980
- 『政治における理性と情念』世界思想社 1982
- 『オーウェル現象の社会学 国家と個人』世界思想社 1984
- 『カンボジア・そのユートピア』明石書店 1988
- 『アイルランド紛争 民族対立の血と精神』明石書店 1991

### 編著
- 『20世紀イギリス作家の肖像』編 研究社出版 1993
- 『イギリス文化と国際社会 海洋国民の知的エネルギー』編著 明石書店 1996
- 『現代イギリスの基礎知識 英国は変わった』編著 明石書店 1999

### 翻訳
- ハーバート・リード『芸術教育の基本原理 人間ロボットの解放』紀伊国屋書店 1973
- シェイマス・マコール『アイルランド史入門』編 大淵敦子, 山奥景子訳 明石書店 1996